# Великий Лес (Лугинский район)
Великий Лес (укр. Великий Ліс) — село в Украине, основано в 1865 году, находится в Лугинском районе Житомирской области.
Код КОАТУУ — 1822883002. Население по переписи 2001 года составляет 69 человек. Почтовый индекс — 11325. Телефонный код — 4161. Занимает площадь 0,76 км².

## Адрес местного совета
11325, Житомирская область, Лугинский р-н, с. Летки, ул. Молодёжная, 5